# پکفیتس
پکفیتس (به آلمانی: Peckfitz) یک منطقهٔ مسکونی در آلمان است که در گراده‌لگن واقع شده‌است. پکفیتس ۱۶۰ نفر جمعیت دارد.